# Eurysternus howdeni
Eurysternus howdeni är en skalbaggsart som beskrevs av François Génier 2009. Eurysternus howdeni ingår i släktet Eurysternus och familjen bladhorningar. Inga underarter finns listade i Catalogue of Life.